# Arbor Vitae, Wisconsin
Arbor Vitae là một thị trấn thuộc quận Vilas, tiểu bang Wisconsin, Hoa Kỳ. Năm 2010, dân số của thị trấn này là 3.198 người.